# وندی فینرمن
وندی فینرمن (زاده ۲ اوت ۱۹۶۰) تهیه‌کننده فیلم اهل ایالات متحده آمریکا است.
وی برنده سه جایزه اسکار بهترین فیلم، جایزه بفتای بهترین فیلم و جایزه گلدن گلوب بهترین فیلم درام برای فیلم فارست گامپ شده است.

## فیلم‌شناسی
- فارست گامپ (۱۹۹۴)
- فن (۱۹۹۶)
- نامادری (۱۹۹۸)
- درام لاین (۲۰۰۲)
- شیطان پرادا می‌پوشد (۲۰۰۶)
- دوستت دارم (۲۰۰۷)
- شماره یک: پول (۲۰۱۲)